# Giorgio Fossa
Giorgio Fossa (Gallarate, 1º settembre 1954) è un imprenditore italiano, Presidente di Confindustria dal 1996 al 2000 e in seguito de Il Sole-24 Ore.

## Biografia
Dopo essersi laureato in Giurisprudenza, entra all'età di 22 anni nell’azienda di famiglia fondata dal nonno, la Silvio Fossa S.p.A., impegnata nella costruzione di cilindri idraulici e pneumatici per i settori siderurgico, petrolchimico, geotermico e navale, diversifica le varie attività, investendo in società operanti nel settore manifatturiero ma anche in quello finanziario.
L’azienda rimane il fulcro di tutta la sua vita lavorativa, appena trentenne entra in Confindustria, di cui diventa Membro del Consiglio Direttivo nel 1992, Vicepresidente nel 1993 e poi Presidente dopo tre anni, diventando di fatto il più giovane Presidente dell’associazione di rappresentanza delle imprese manifatturiere e di servizi in Italia.
Intorno a quegli anni entra nel Consiglio di Amministrazione del Il Sole 24 Ore, diventandone Presidente tra il 1995 e il 1996, e poi ancora tra il 2016 e il 2018.
Dal 1997 è Membro del Consiglio di Amministrazione dell’Association pour l’Union Monétaire de l’Europe (AUME), mentre dal 1999 al 2003 ricopre la carica di Presidente e di Amministratore Delegato della SEA, che gestisce il sistema aeroportuale milanese. Nel 1996 diventa Consigliere della LUISS Guido Carli, dal 1998 Membro del Consiglio di Amministrazione del Libero Istituto Universitario Cattaneo (LIUC) e, infine, dal 2009 Presidente di Fondimpresa, il fondo interprofessionale per la formazione continua gestito da Confindustria, Cgil, Cisl e Uil. Dal maggio 2018 Presidente di 24ORE Business School.
Ad aprile 2025, è stato nominato presidente della LUISS Guido Carli, succedendo a Luigi Gubitosi.

## Vita privata
Sposato con Laura, ha due figli.